# Ryōji Tatezawa
Ryōji Tatezawa (japanisch 館澤 亨次 Tatezawa Ryōji; * 16. Mai 1997 in Yokohama) ist ein japanischer Mittel- und Langstreckenläufer.

## Sportliche Laufbahn
Erste internationale Erfahrungen sammelte Ryōji Tatezawa bei den Crosslauf-Weltmeisterschaften 2015 in Guiyang, bei denen er in 27:14 min den 81. Platz in der U20-Wertung belegte. 2018 nahm er im 1500-Meter-Lauf an den Asienspielen in Jakarta teil und belegte dort in 3:49,40 min den neunten Platz. Im Jahr darauf wurde er bei den Asienmeisterschaften in Doha in 3:44,70 min Fünfter. Im Juli schied er bei der Sommer-Universiade in Neapel mit 3:49,96 min im Vorlauf aus und belegte im 5000-Meter-Lauf in 14:16,63 min den fünften Platz.
2017, 2018 und 2020 wurde Tatezawa japanischer Meister im 1500-Meter-Lauf.

## Persönliche Bestleistungen
- 1500 Meter: 3:40,49 min, 20. Mai 2018 in Osaka
- 5000 Meter: 13:48,89 min, 11. Juli 2016 in Abashiri
- Halbmarathon: 1:03:14 h, 5. März 2017 in Tachikawa